# Агустин де Итурбиде
Агустин де Итурбиде (шп. Agustín Cosme Damián de Itúrbide y Arámburu; Ваљадолид, 27. септембар 1783 — Падиља, 19. јул 1824) био је мексички војсковођа и политичар, цар Мексика у периоду 1822—1823, одмах по стицању независности од Шпаније.